# Louis III. de Rohan
Louis III. de Rohan († 29. August 1498) aus dem Haus Rohan war ein französischer Adliger und Militär aus der Bretagne.
Er war Seigneur de Guéméné, 1492 Seigneur de Montbazon, de Sainte-Maure et de Nouâtre, Baron de Lanvaux.

## Leben
Louis III. de Rohan war der älteste Sohn von Louis II. de Rohan und Louise de Rieux, Schwester von Jean IV. de Rieux (Haus Rieux), Tochter von François de Rieux, Seigneur de Rochefort, Comte d’Harcourt, Vicomte de Donges, Baron d’Ancenis, und Jeanne de Rohan, Tochter von Alain IX. de Rohan.
Er nahm 1495/96 am Italienfeldzug seines Onkels, des Marschalls Gié, teil; er starb am 29. August 1498 und damit vor seinem Vater, der am 25. Mai 1508 starb.

## Ehe und Familie
Louis III. heiratete am 12. Mai 1482 René du Fou, Erbtochter von Jean du Fou, Seigneur de Rostrenen, und Jeanne de La Rochefoucauld, Dame de Montbazon. Ihre Kinder sind:
- Louis IV. († 14. Juni 1527); ⚭ 17. November 1511 Marie de Rohan († 9. Juni 1542), die jüngste Tochter von Jean II. de Rohan und Marie de Bretagne, Tochter von Herzog Franz I. (Haus Frankreich-Dreux) und Isabella Stewart
- Françoise; ⚭ Jacques I., Vicomte de Rohan († 16. Oktober 1527), Bruder von Marie de Rohan (Haus Rohan)

René du Fou heiratete in zweiter Ehe Guillaume de la Marck († 20. Mai 1516), Seigneur d’Aigremont et de Montbazon, Sohn von Guillaume de La Marck, genannt Eber der Ardennen (Haus Mark).